# Козельщанский Рождество-Богородичный монастырь
Козельщанский (Козельщинский) Рождество-Богородичный женский монастырь — монастырь Кременчугской епархии Украинской православной церкви.

## История
Монастырь был основан около часовни, в которой стояла чудотворная Козельщанская икона Божией Матери, которая помогла исцелиться дочери графов Капнистов — владельцев имения в Козельщине.
Часовня сооружена в 1881 году. Рядом в 1881—1883 годах была построена церковь Рождества Пресвятой Богородицы, открыта больница и аптека.
13 марта 1885 года Святейший синод разрешил основать в Козельщине православную общину. В 1886 году прибыли первые 20 общинниц во главе с монахиней Золотоношского Красногорского монастыря Олимпиадой. В 1887 году сооружён странноприимный дом, дом причта. В 1888 году в общине организовали школу живописи, двухклассную церковноприходскую школу для девушек, а позже и для мальчиков.
В 1891 году освящена каменная церковь в честь Преображения Господня, а община преобразована в монастырь.
В 1900—1906 годах по проекту архитектора Носова возведён соборный храм в честь Рождества Богородицы.
Во время Русско-японской войны 1904—1905 годов при монастыре действовал лазарет.
В 1929 году монастырь был закрыт и осквернён: в соборе устроили театр, в монастырских зданиях разместили больницу, учебные заведения и различные учреждения и организации. Козельщанскую икону Божией Матери монахини тайно вывезли, долго прятали в разных местах у надёжных людей. Последнюю игуменью монастыря Олимпиаду (Вербицкую), которая скрывалась в Полтаве, арестовали в 1937 году и после пыток расстреляли.
В 1942 году во время немецкой оккупации монастырь возобновил деятельность, в 1949-м вновь закрыт советской властью, при этом 107 монахинь и послушниц перевели в Лебедин.
Возрождение монастыря началось в 1990 году, когда храм Рождества Пресвятой Богородицы вернули православной общине. В 1992 году обитель возглавила игуменья Ираида (Кравцова), вернули «из подполья» Козельщанский образ Божией Матери. 22 февраля 1993 года его выставили для поклонения в Свято-Троицкой церкви Кременчуга, а на следующий день чудотворная икона вернулась в родную обитель.